# ريتشارد يونغ (سياسي فرنسي)
ريتشارد يونغ هو سياسي فرنسي، ولد في 22 سبتمبر 1947 في امبواز في فرنسا. نشط حزبياً في الحزب الاشتراكي (1974 – 1974) (1968 – 1968) والجمهورية إلى الأمام! (أكتوبر 2016 – أكتوبر 2016). وقد انتخب عضو مجلس الشيوخ الفرنسي ‏ (2004 – ).